# Losonctamási
Losonctamási (szlovákul: Tomášovce) község Szlovákiában, a Besztercebányai kerületben, a Losonci járásban.

## Fekvése
Losonctól 7 km-re északnyugatra fekszik.

## Története
A falu első említése IV. Béla király 1247. augusztus 3-án, Zólyomban kibocsátott oklevelében „Tamasy” alakban történik. Több nemesi család birtoka, majd a divényi és a halicsi uradalom része. 1351-ben I. Lajos oklevelében szerepel. 1469-ben a divényi váruradalom részeként, a Mátyás király és a pártütők közötti harcokban említik. A 16. század második felétől egyre gyakrabban érték török támadások. 1575. július 25-én Divény vára és tartozékai is török kézre kerültek. A várat a tizenöt éves háború során gróf Pálffy Miklós serege foglalta vissza 1593-ban, ezzel Tamási is felszabadult. Lakói a század második felében felvették az evangélikus vallást, mivel a török a protestáns prédikátorokat nem üldözte halálra. A 18. század végén Bél Mátyás geográfiai művében Tamásit módos faluként írja le, mely ekkor a Zichy és Szemere családok birtoka.
Többször pusztították tűzvészek, így 1704-ben, 1714-ben, 1782-ben, 1834-ben és 1857-ben is. Nagy járványok is sújtották: 1710-ben a pestis és 1831-ben a kolera érte el a települést. A 18. században sörfőzde üzemelt a községben. 1828-ban 102 háza volt 815 lakossal. Lakói mezőgazdasággal, háziiparral foglalkoztak.
Vályi András szerint „TAMÁSI. Magyar falu Nógrád Várm. földes Urai több Urak, lakosai külömbfélék, fekszik Losontzhoz közel, mellynek filiája; határja ollyan, mint Gergelyfalváé.”
Fényes Elek szerint „Tamási, tót falu, Nógrád vmegyében, egy regényes szép völgyben, Losoncztól északra 3/4 mfd., ut. posta Gács. Van itt 127 ház, 750 ágostai, 37 kath., 7 zsidó lakos, 48 urbéri egész telek, ágostai anyatemplom. Határa 3273 hold, mellyből urbéri szántó 1010, rét 320, beltelek 118, majorsági szántó 340, rét 120, beltelek 12, erdő 1353 hold, melly egyszesmind legelő. Földje nagy részt róna, kevéssé dombos, agyagos és kavicsos, néhol vadvizes, legjobban termi a buzát, zabot, burgonyát, vörös lóherét. Rétjei kétszer kaszállhatók, de a Réka vize gyakran rongálja. A juhtenyésztés virágzik. Az emlitett Réka e határban egy 3 kövű malmot forgat. Az ágostai tornyos egyház még a hussiták maradványa. E helység 1834-ben porrá égett. Birják: gr. Czebrián Antal, gr. Zichy senior, Vattay család, Vajda ör. Huszár Károly, Draskóczy Gábor, de itt egyik sem lakik.”
A trianoni békeszerződésig területe Nógrád vármegye Losonci járásához tartozott.

## Népessége
| Év:            | 1994. | 2004.   | 2014. | 2024.   |
| -------------- | ----- | ------- | ----- | ------- |
| Emberek száma: | 1511  | 1500    | 1395  | 1338    |
| Eltérés:       |       | -0,72 % | -7 %  | -4,08 % |

| Év:            | 2023. | 2024.   |
| -------------- | ----- | ------- |
| Emberek száma: | 1335  | 1338    |
| Eltérés:       |       | +0,22 % |

1910-ben 909, többségben szlovák anyanyelvű lakosa volt, jelentős magyar kisebbséggel.
2001-ben 1470 lakosából 1438 szlovák volt.
2011-ben 1383 lakosából 1282 szlovák volt.
2021-ben 1374 lakosából 21 (+1) magyar, 1318 (+4) szlovák, 2 (+1) cigány, 7 (+2) egyéb és 26 ismeretlen nemzetiségű volt.

## Itt született
- 1802-ben Geduly Bogyoszló evangélikus lelkész
- 1877-ben Szkalos Emil evangélikus lelkész, lapszerkesztő
- 1919-ben Pavel Uhorskai evangélikus püspök

## Nevezetességei
- Római katolikus templom
- Evangélikus templom
- Horgásztó

## Galéria

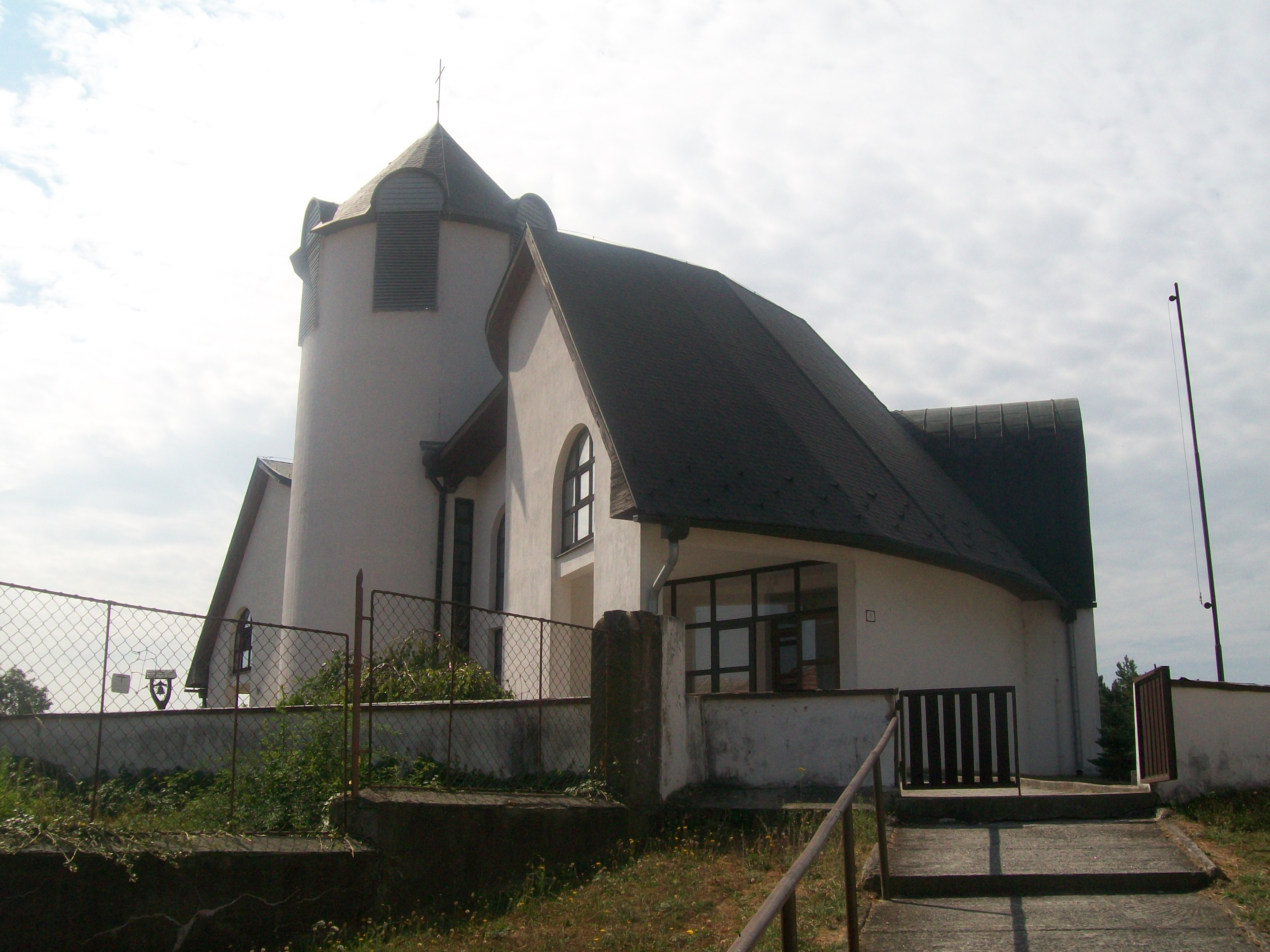
Az evangélikus templom
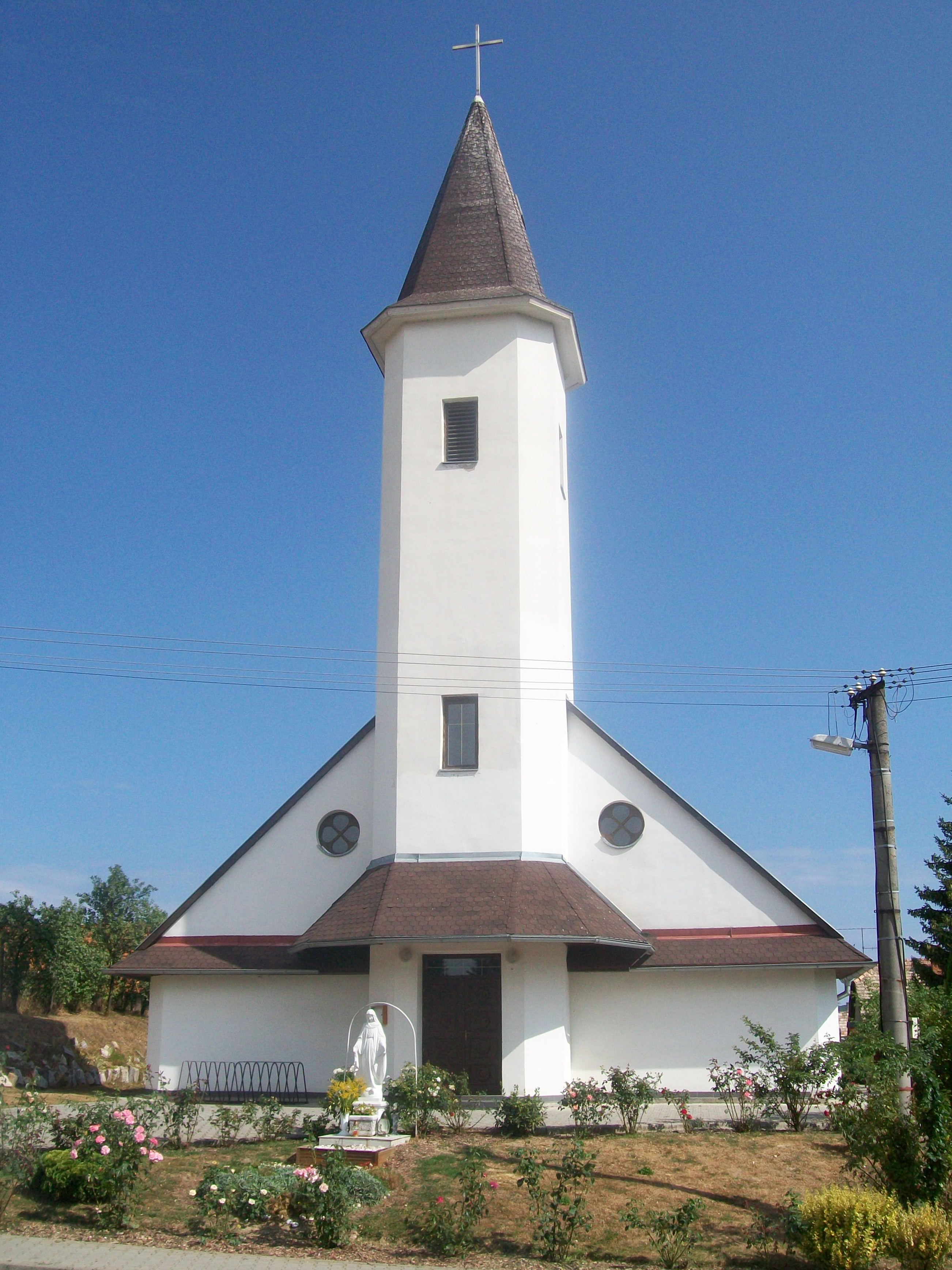
A katolikus templom
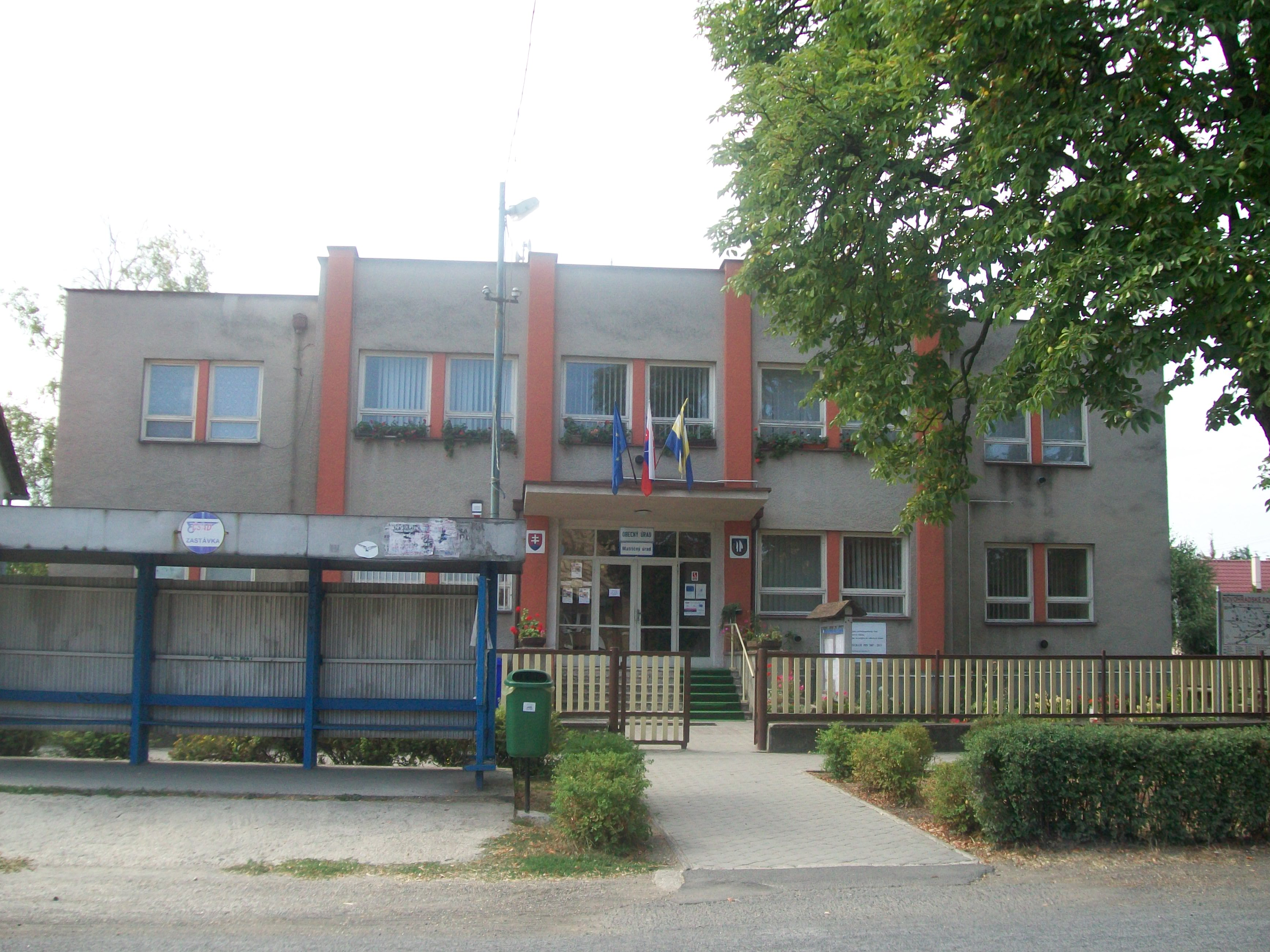
A polgármesteri hivatal
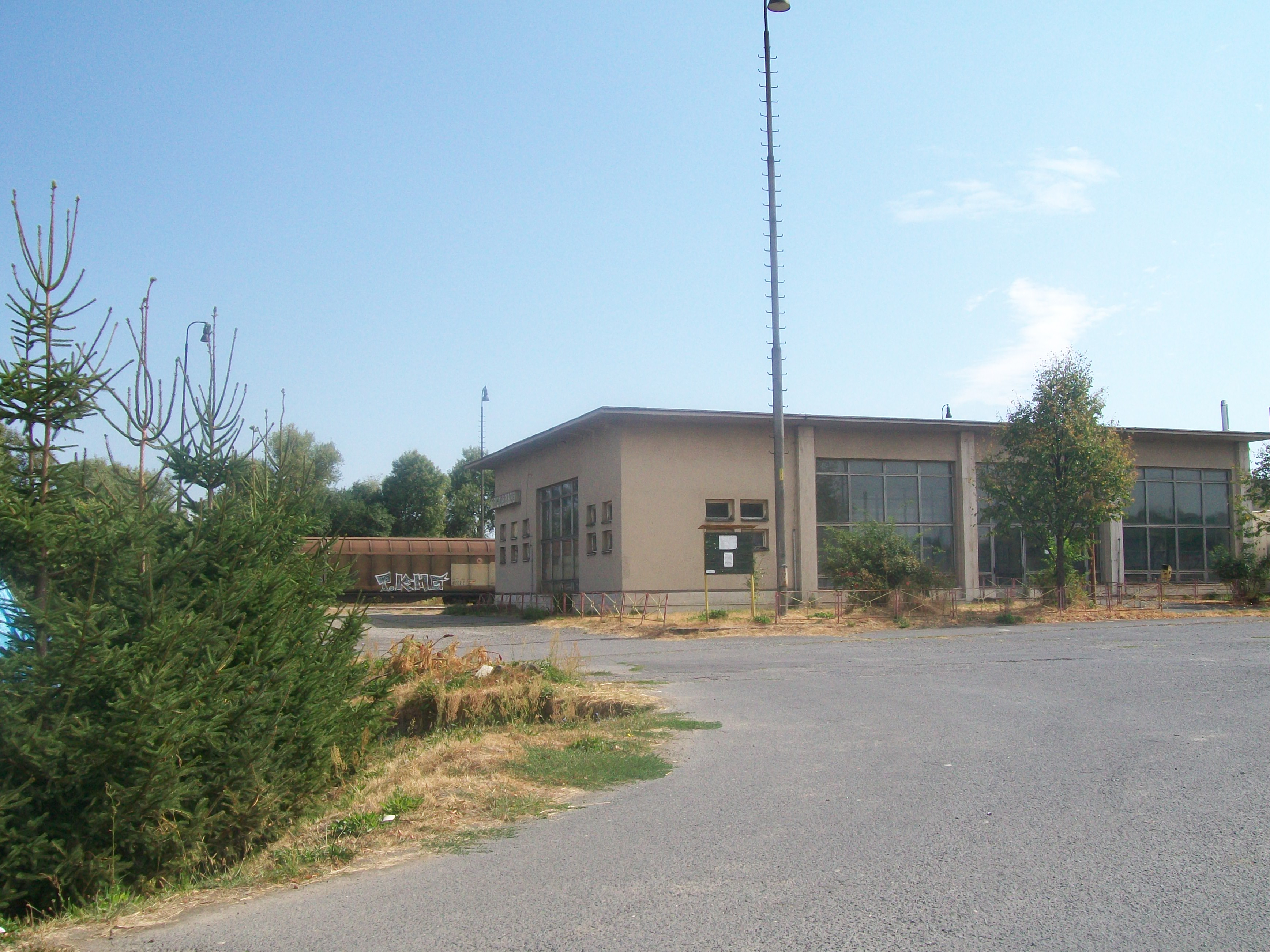
A vasútállomás

## Külső hivatkozások
- Hivatalos oldal
- Községinfó
- Losonctamási Szlovákia térképén
- E-obce.sk Archiválva 2007. december 6-i dátummal a Wayback Machine-ben